# Willy Hinck
Willy Hinck (* 11. Februar 1915 in Lehe; † 13. Mai 2002 in Varel) war ein  regionaler Maler und Photograph in Dangast.

## Biografie

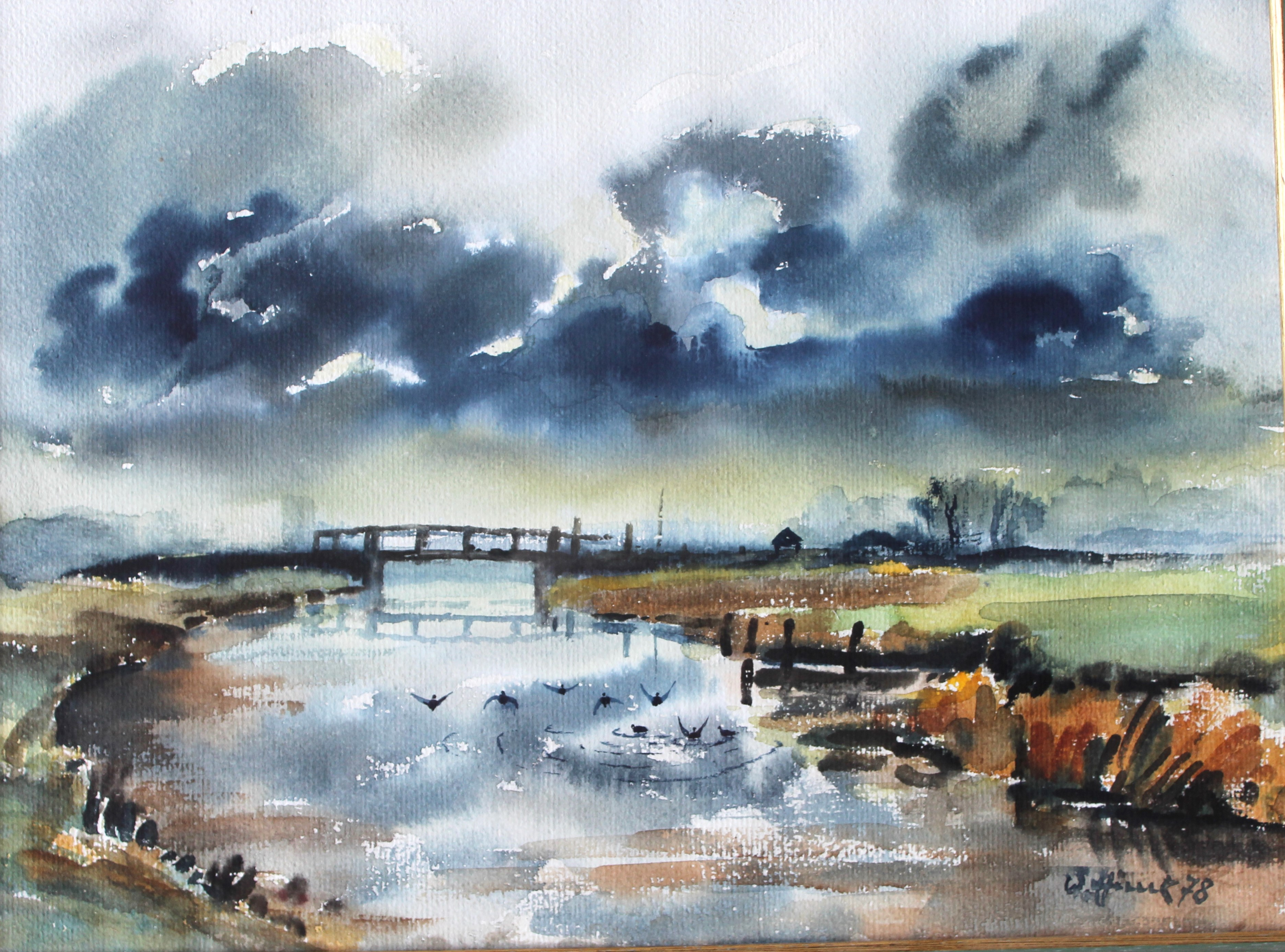
Willy Hinck: An der Rönnel (Aquarell, 1978)

Hinck war der Sohn von Wilhelm Hinck und seiner Frau Minna geb. Kunkel. Er hatte eine Schwester. 1918 siedelte die Familie von Lehe nach Varel um. Dort wohnte die Familie Hinck direkt am Vareler Hafen nahe dem Zollamt.
Hinck besuchte die Grundschule in Varel. Sein Grundschullehrer Oesting überzeugte seine Eltern von der Begabung ihres Sohnes und empfahl den Besuch der Oberrealschule, die er ab 1926 besuchte. Dort fiel er dem Kunsterzieher Heinrich Herbrechtsmeier auf, der ihn weiter förderte. 1932 absolvierte er den Abschluss der Oberschulreife und fing eine Banklehre an der Oldenburgischen Spar- und Leihbank in Varel an. 1934 bestand er die Abschlussprüfung als Bankkaufmann.
Neben seiner Tätigkeit in der Bank übernahm Hinck 1935 Teile der Sportberichterstattung bei der Vareler Zeitung Der Gemeinnützige. Die lokale Berichterstattung kam wenig später hinzu.
1939 übernahm er die Leitung der Lokalredaktion der Oldenburgischen Staatszeitung in Jever. Hinck war Mitglied der SS, was er aber bis zu seinem Tod der Öffentlichkeit verschwieg. 1943 heiratete er seine Frau Waltraud geb. Heinrichsdorff; beide hatten einen Sohn und eine Tochter (Ulrike).
Der Oldenburger Regionalgruppe des Bundes Bildender Künstler trat Willy Hinck in dessen Gründungsjahr 1947 bei.
1948 konnte er seine journalistische Tätigkeit bei der Wilhelmshavener Rundschau in Wilhelmshaven wieder aufnehmen. Wegen des Fehlens einer Kamera bebilderte er seine Artikel mit eigenen Zeichnungen, die sehr großen Anklang fanden.

1949 setzte er seine malerische und zeichnerische Tätigkeit fort.
1950 zog die Familie nach Dangast um. Dort wohnte mit seiner Familie in einem Haus, das er von dem Kunstsammler Düser für zwei Jahre mietete.

1951 erfolgte seine erste Begegnung mit dem Maler Franz Radziwill. Erste Fotos entstanden.

1959 fand der Bau seines Wohnhauses mit eigenem Atelier auf dem Gelände der Villa Irmenfried statt.
Hinck entwickelte eine eigene Technik der Aquarellmalerei. Es wurden die ersten Anfänge einer Gartenanlage geschaffen, die zu einer Besonderheit heranreifen; vergleichbar mit den Schöpfungen von Claude Monet in Giverny und Emil Nolde in Seebüll.
Erst 1973 beendete Hinck seine journalistische Arbeit, um sich ganz der Malerei und Zeichnung zu widmen. In der Galerie Haus Irmenfried fand die erste Jahresausstellung statt. In einem festen Rhythmus folgten jedes Jahr zwei weitere Ausstellungen.
1976 erfolgte eine gemeinsame Arbeitsaktion mit Anatol Herzfeld im Kurhaussaal von Dangast statt.

1997 stiftete Hinck dem Vareler Heimatverein zwei Gemälde.
2013 Willy Hinck wurde vom Schlaraffenreych Varelia achtern Diek am 4. Januar 2013 zum Ehrenschlaraffen Aquarell ernannt. Willy Hinck war der Varelia achtern Diek verbunden. Eines seiner Aquarelle, mit der Stadtansicht Varels, diente als Vorlage für die Anfertigung des großen Leinwandbildes, das heute den Abschluss der Karlsburg, hinter dem Thron bildet. In der Karlburg der Varelia achtern Diek hängen viele Kunstdrucke das Malers. Die Vareler Schlaraffen ehren Willy Hinck regelmäßig in ihren Sippungen. Schlaraffen verschreiben sich dem Motto - Kunst , Freundschaft und Humor. Willy Hinck wäre bestimmt Schlaraffe geworden, sein Tod verhinderte dies. Die Schlaraffen haben in einer Sondersippung im März 2019 der Tochter, Ulrike Hinck, eine Ehrenurkunde überreicht.
Der als Freiberufler zum Zeichner und Kunstmaler avancierte Autodidakt wohnte seit 1950 in Dangast. In seinen Werken erfasste und setzte er die Küstenregion gestalterisch um.

## Ausstellungen
- 1977–1987: Diverse Ausstellungen
- 1988: Jubiläumsveranstaltung zum 125-jährigen Bestehen des Vereins für Kunst und Wissenschaft in Varel
- 1990: Ausstellung zum 75. Geburtstag des Künstlers im Heimatmuseum Varel
- 1992: Ausstellung im Schloss Jever
- 1993: Ausstellung in der Galerie Haus Irmenfried
- 1995: Ausstellung aus Anlass des 80. Geburtstages. Empfang im Dangaster Kurhaus
- Dauerausstellung Galerie Willy Hinck in der Strandvilla Irmenfried in Dangast; Archiv mit Fotografien und Bildern